# Aenne Burdová
Aenne Burdová nazývaná též Královna odívání (28. července 1909 v Offenburgu – 3. listopadu 2005 v Offenburgu) vlastním jménem Anna Magdalenne Burdová, rozená Anna Magdalene Lemmingerová byla německá vydavatelka, manažerka a podnikatelka.

## Životopis

### Rodina
Narodila se jako Anna Magdalene Lemmingerová 28. července 1909 v německém Offenburgu Marii Lemmingerové a lokomotivnímu topiči Franzi Lemmingerovi. Jméno Aenne později přijala podle své oblíbené písničky „Ännchen von Tharau“. Navštěvovala klášterní školu a po zkouškách v půli studia na Vyšší obchodní škole v Offenburgu se vyučila prodavačkou v elektrárně tamtéž. V elektrárně se seznámila se svým pozdějším mužem, s nakladatelem a knihtiskařem dr. Franzem Burdou. Rok na to, 9. července 1931 se vzali a měli spolu tři syny: Franze (*24. května 1932), Friedera (*29. dubna 1936) a Huberta (*9. února 1940).

### Vydavatelství

#### 1949–1961
Základ pro vlastní vydavatelství Aenne Burdové položil její manžel: jedné ze svých početných milenek financoval prodělečné módní vydavatelství Effi. Pod pohrůžkou rozvodu Aenne Burdová svého muže donutila, aby se stáhl ze svých dobrodružství a soustředil svou finanční podporu na založení jejího vlastního vydavatelství. Jen tak mohla převzít vydavatelství dotyčné Elfriede Breuerové i se všemi 48 zaměstnanci. Od 1. října 1949 začala vydávat časopis „Favorit“, který se v lednu 1950 přejmenoval na Burda Moden s nákladem sta tisíc výtisků.
Převratným obchodním nápadem z roku 1952 bylo vkládat do časopisu archy se vzory střihů, podle kterých si čtenářky mohly doma samy ušít šaty. Archy se střihy jsou známy od 19. století, ale až Burdová se jimi zapsala do dějin obchodu. Zatímco móda ostatních časopisů zůstávala pro většinu čtenářek nedostupnou, tohle jim umožnilo uskutečnit si své představy o vkusu a eleganci v rámci jejích finančních možností.

#### 1961–1994
Po převzetí Bayer Moden 1. října 1961 se Burda s nákladem 1,2 milionu stala největším módním časopisem na světě. V roce 1965 prodala Burda Moden přes milion výtisků, v roce 1968 už to bylo 1,5 milionu. V roce 2005 už módní časopis Burda vychází v 89 zemích v překladu do 16 jazyků.
S tímto konceptem prorazila brzy i na zahraničních trzích a založila další tituly: časopis Anna vychází od roku 1974 (původně jako Burda Spaß an Handarbeiten), Carina od roku 1977 a Verena v letech 1986 až 1997.
Od roku 1987 se Burda jako vůbec první západní časopis prodává v Sovětském svazu v ruské mutaci. K tomuto zázračnému otevření trhu došlo především zásluhou Raissy Gorbačovové a jejího muže Michaila Gorbačova, tehdejšího generálního tajemníka KSSS. Při příležitosti Mezinárodního dne žen 8. března 1987 byla Aenne Burdová pozvána na oslavy do Moskvy. Ve svých pamětech popisuje prezentaci časopisu a kolekce v Moskvě jako svůj životní vrchol.
Po 45 letech vedení společnosti vykázalo její vydavatelství v roce 1994 obrat ve výši 172 milionů německých marek. Až ve svých 85 letech se vzdala vedení vydavatelství a rozdělila ho rovným dílem mezi své syny. Frieder a Franz odprodali své podíly Hubertovi, který tím převzal vedení nad Burda-Moden.

### Záliby
Náruživě se věnovala své soukromé vášni: olejové malbě. Na rozdíl od svých synů, kteří obrazy jen sbírali. Za svých mladých let byla milovnicí rychlých kol (Karmann Ghia) a užívala si pozornosti velkého světa na módních přehlídkách a filmových premiérách. Burdová byla silně ambiciózní a trpělivě odolávala jak své obchodní konkurenci, tak i vnitřní kritice. Jako samostatná obchodnice nezůstávala stranou emancipačního hnutí — podporovala jej a stále se vymezovala vůči konkurenci. Zůstávala však otevřenou dobrým nápadům a talentu, například Jil Sanderové. Kromě toho se orientovala i ve složitých osobních propletencích v politice, filmovém průmyslu, módě a v médiích. Nadace Aenne Burdové sponzoruje umění, kulturu, ochranu památek a životního prostředí, péči o staré lidi a podporuje potřebné v Offenburgu. Aenne Burdová zemřela v rodinném kruhu ve věku 96 let.

## Film
- Aenne Burda – Die Wirtschaftswunderfrau, dvoudílný televizní film (2018), režie Francis Meletzky[1]